# Saint-Mards-de-Fresne
Saint-Mards-de-Fresne é uma comuna francesa na região administrativa da Normandia, no departamento de Eure. Estende-se por uma área de 13,67 km². Em 2010 a comuna tinha 339 habitantes (densidade: 24,8 hab./km²).